# کیم یونگ چول
کیم یونگ چول (انگلیسی: Kim Young-chul؛ زادهٔ ۲۳ ژوئن ۱۹۷۴) کمدین اهل کره جنوبی است. وی از سال ۱۹۹۹ میلادی تاکنون مشغول فعالیت بوده‌است.